# Berlencourt-le-Cauroy
Berlencourt-le-Cauroy è un comune francese di 370 abitanti situato nel dipartimento del Passo di Calais nella regione dell'Alta Francia.

## Società

### Evoluzione demografica
Abitanti censiti